# نوزومو کاساگی
نوزومو کاساگی (انگلیسی: Nozomu Kasagi؛ زادهٔ ۱ ژانویهٔ ۱۹۷۴) کارگردان فیلم اهل ژاپن است.